# Chiesa gallicana (Loyson)
La Chiesa gallicana è stata una Chiesa francese fondata da Charles Loyson, detto Père Hyacinthe, un ex prete cattolico romano, scomunicato nel 1869 per la sua opposizione al Concilio Vaticano I. Originariamente fondata come comunione anglicana, appartiene ora alla tradizione vetero-cattolica.